# リオ・ロボ
『リオ・ロボ』（原題：Rio Lobo）は、1970年制作のアメリカ合衆国の西部劇映画。ハワード・ホークス監督、ジョン・ウェイン主演。
ホークスがジョン・ウェイン主演で製作した西部劇映画『赤い河』（1948年）、『リオ・ブラボー』（1959年）、『エル・ドラド』（1966年）4作品の最終作で、ホークスの遺作となった。基本的なプロットを『リオ・ブラボー』『エル・ドラド』と共有している。

## あらすじ
南北戦争末期。北軍のマクナリー大佐が護衛指揮をする金塊輸送列車が、南軍のコルドナ大尉率いるゲリラ部隊に襲われる。マクナリー大佐は捕えられるが巧みに脱出し、逆にコルドナ大尉とその部下タスカロラ軍曹を捕虜にして北軍内に密通者がいるか詰問するが、二人は口を割らない。マクナリー大佐は南軍の兵士たちではなく、愛する自分の部下を死に追いやった自軍の裏切り者をこそ憎み、探し出すことを誓う。
その直後に戦争が終わり、敵味方の区別がなくなったマクナリー、コルドナ、タスカロラは酒を酌み交わす。元南軍の二人は密通者の人相について彼らの知る限りを明かし、もし今後見かければマクナリーに連絡することを約束する。故郷の町テキサス州リオ・ロボに帰ると言うタスカロラにマクナリーは餞別を渡して別れる。
その後、コルドナから連絡を得たマクナリーは彼の滞在する街ブラックソーンを訪れるが、そこで偶然、若い娘シャスタの危機を救う。シャスタはリオ・ロボで悪徳保安官ヘンドリックスに仲間を殺されたうえ、自らも追われていた。
コルドナは、ヘンドリックスの裏に例の北軍密通者ケッチャムがいることをマクナリーに教えた。コルドナはタスカロラの牧場がリオ・ロボの街を暴力で支配するケッチャム一味に乗っ取られそうになっていることを聞き、応援に行くところだった。マクナリーも加勢することにする。
マクナリー、コルドナ、シャスタの3人はリオ・ロボへ向かう。道中で夜を明かすが、マクナリーが朝起きると横にシャスタが寝ている。シャスタは「若いコルドナと違ってあなたなら安心だから」と言い、年寄り扱いされたマクナリーは大いに腐る。
街に着くなりシャスタの友人・マリアや、その友人でタスカロラ軍曹の恋人・アメリータと知り合う一行。いっぽうでタスカロラ軍曹がケッチャム一味に馬泥棒の濡れ衣を着せられて暴行・逮捕され、さらに彼の祖父フィリップスが牧場を包囲され脅されていることを知った。3人はフィリップスを救出した後、そのフィリップスや歯医者ジョーンズの力を借りてケッチャムのアジトを襲い、彼を締め上げる。北軍を裏切ったのはケッチャムことゴーマン曹長だった。
　マクナリーはケッチャムを人質に取り、悪徳保安官ヘンドリックスの事務所を占拠してタスカロラを牢屋から救い出すが、逆にヘンドリックスは騎兵隊を呼びに行ったコルドナを待ち伏せて捕え、人質交換を要求してくる。
マクナリー達は、証文を取り戻そうとする牧場主らの加勢を得て、ヘンドリックス・ケッチャム両一味と最後の対決に臨む。

## キャスト
| 役名                           | 俳優                       | 日本語吹替                                   | 日本語吹替                                                            | 日本語吹替 |
| 役名                           | 俳優                       | フジテレビ版                                 | テレビ東京版                                                          |            |
| ------------------------------ | -------------------------- | -------------------------------------------- | --------------------------------------------------------------------- | ---------- |
| コード・マクナリー大佐         | ジョン・ウェイン           | 小林昭二                                     | 納谷悟朗                                                              |            |
| ピエール・コルドナ大尉         | ホルヘ・リベロ             | 仲村秀生                                     | 石丸博也                                                              |            |
| シャスタ・ディレイニー         | ジェニファー・オニール     | 北浜晴子                                     | 横尾まり                                                              |            |
| フィリップス                   | ジャック・イーラム         | 相模武                                       | 田中康郎                                                              |            |
| ゴーマン曹長／ケッチャム       | ヴィクター・フレンチ       | 緑川稔                                       | 屋良有作                                                              |            |
| マリア・カルメン               | スサンナ・ドサマンテス     | 弥永和子                                     | 麻上洋子                                                              |            |
| タスカローラ・フィリップス軍曹 | クリストファー・ミッチャム | 池田秀一                                     | 目黒裕一                                                              |            |
| ジョーンズ歯医者               | デヴィッド・ハドルストン   | 今西正男                                     |                                                                       |            |
| アメリータ                     | シェリー・ランシング       | 渡辺知子                                     |                                                                       |            |
| トム・ヘンドリックス           | マイク・ヘンリー           | 飯塚昭三                                     | 有本欽隆                                                              |            |
| パット・クローニン             | ビル・ウィリアムズ         | 上田敏也                                     |                                                                       |            |
| ホワイティ・カーター           | ロバート・ドナー           | 笹岡繁蔵                                     |                                                                       |            |
| 役不明又はその他               |                            | 石井敏郎 石森達幸 清川元夢 若本紀昭 沢木郁也 | 幸田直子 亀井三郎 伊井篤史 平林尚三 清川元夢 幹本雄之 笹岡繁蔵 速水奨 |            |
|                                |                            |                                              |                                                                       |            |
| 演出                           | 演出                       | 春日正伸                                     | 春日正伸                                                              |            |
| 翻訳                           | 翻訳                       | 山田実                                       | 高橋京子                                                              |            |
| 効果                           | 効果                       | PAG                                          | PAG                                                                   |            |
| 調整                           | 調整                       | 山田太平                                     | 国定保孝                                                              |            |
| 制作                           | 制作                       | 千代田プロダクション                         | 千代田プロダクション                                                  |            |
| 解説                           | 解説                       | 高島忠夫                                     |                                                                       |            |
| 初回放送                       | 初回放送                   | 1980年6月13日 『ゴールデン洋画劇場』         | 1985年1月4日 『西部劇ノーカット劇場』                                 |            |

フジテレビ版吹替がDVD、BDに収録。